# 第5回シンガポール国際映画祭
第5回シンガポール国際映画祭は、1992年にシンガポールで開催された。

## 受賞結果
- Best Asian Feature Film Category
  - 最優秀賞（Best Film Award）：「人生は琴の弦のように」（チェン・カイコー）
  - 審査員特別賞（Special Jury Award）："The Ferry"（M T Vasudevan Nair）
  - 監督賞（Best Director Award）：エドワード・ヤン（「牯嶺街少年殺人事件」）
- Best Singapore Short Film Category
  - 審査員特別賞（Special Jury Award）："Waves of a Distant Shore"（メン・オン）
  - 監督賞（Best Director Award）：メン・オン（"Waves of a Distant Shore"）